# Stănicei
Stănicei – wieś w Rumunii, w okręgu Ardżesz, w gminie Cuca. W 2011 roku liczyła 56 mieszkańców.